# 13633 Ivens
13633 Ivens eller 1995 WW17 är en asteroid i huvudbältet som upptäcktes den 17 november 1995 av Spacewatch vid Kitt Peak-observatoriet. Den är uppkallad efter programmeraren John Ivens.